# تيد جين جونيور
تيد جين جونيور (بالإنجليزية: Ted Ginn, Jr.)‏ هو لاعب كرة قدم أمريكية أمريكي، ولد في 12 أبريل 1985 في كليفلاند في الولايات المتحدة.

## وصلات خارجية
- تيد جين جونيور على موقع الاتحاد الدولي لألعاب القوى (الإنجليزية)
- تيد جين جونيور على موقع إي إس بي إن.كوم (أن.أف.أل)3
- تيد جين جونيور على موقع مرجع كرة القدم المحترفة.كوم (الإنجليزية)